# ヘルベルトス・ツクルス
ヘルベルトス・ツクルス（Herberts Cukurs、1900年5月17日 - 1965年2月24日）は、ラトビアの元空軍パイロット。ホロコーストに関与したとされ、イスラエル諜報特務庁（モサド）によって暗殺された。

## 概要
ロシア帝国領であったリエパヤで生まれた。空軍パイロット時代はアフリカなどへの飛行により英雄視された。1936年から1937年にはヨーロッパ-日本間の単独飛行も行い、日本人パイロット飯沼正明らと航空ショーに参加した1941年のドイツ軍による国土占領後は、アラーイス・コマンドに参加した。1941年、ドイツ占領軍とアラーイス・コマンドはリガ近郊のルンブラの森において2万5000人にもおよぶユダヤ人を殺害したが（ルンブラの虐殺）、ツクルスはそれに関与したとして「リガの処刑人」と言う名で呼ばれた。ツクルスはゲーム感覚で人を殺し「殺されたくなければ走って逃げろ」と言いながらユダヤ人を処刑していった。ただしアンドリュー・エゼルガイリスのように、彼が虐殺に直接関与したことを否定する歴史家も存在する。
戦後はソビエト連邦から逃れるために、ブラジルに逃亡しサンパウロで旅行業を営んでいた。1965年、モサドのおとり捜査によりウルグアイのモンテビデオにて射殺された。1985年公式にモサドは事実を認めた。バルト三国独立以降はツクルスを英雄と見なす動きがあり、顕彰派と反対派の間で論争を招いている。2004年、ラトビアにおいてツクルスを主題とした封筒が発売された際には、外務大臣アーティス・パブリクスがこれを非難している。